# Парламентские выборы в Иордании (2003)
Парламентские выборы в Иордании прошли 17 июня 2003 года, они стали 4-ми выборами после политической либерализации 1989 года. Явка составила 58,8% от 2 325 496 зарегистрированных избирателей. Большинство в Народном собрании получили наиболее влиятельные племенные представители.

## Избирательная система
Новый избирательный закон был принят в 2001 году. Народное собрание Иордании состояло из 110 депутатов. Было добавлено 6 мест для женщин, возраст избирателей был снижен с 19 до 18 лет. Вместо существовавших 20 избирательных округов было сформировано 45 округов и выделены особые квоты для христиан (9 мест) и для черкесского и чеченского меньшинств (3 места). Многие политические партии и видные политики считали закон несправедливым.

## Обстановка перед выборами и избирательная кампания
Первоначально выборы планировалось провести в ноябре 2001 года. Однако, с сентября 2000 года началась Вторая палестинская интифада. Король Иордании Абдалла II отложил выборы в связи с нестабильностью в регионе. По Конституции Иордании король имеет право откладывать выборы максимум на два года. Парламент был распущен королевским декретом в 2001 году.
В выборах участвовало 765 кандидатов, большинство которых были беспартийными и племенными лидерами. Только самая крупная оппозиционная партия Фронт исламского действия приняла участие в выборах, тогда как другие партии бойкотировали их.  

## Результаты
| Партия                                                                                    | %    | Места |
| ----------------------------------------------------------------------------------------- | ---- | ----- |
| Беспартийные                                                                              | 80   | 88    |
| Фронт исламского действия                                                                 | 14,5 | 16    |
| Места для женщин                                                                          | 5,6  | 6     |
| Всего                                                                                     | 100  | 110   |
| Источник: MEDEA CIA - The World Factbook Архивная копия от 11 мая 2019 на Wayback Machine |      |       |